# Großsteingrab Mander
Das Großsteingrab Mander war eine megalithische Grabanlage der jungsteinzeitlichen Westgruppe der Trichterbecherkultur bei Mander, einem Ortsteil der Gemeinde Tubbergen in der niederländischen Provinz Overijssel. Es wurde zu einem unbekannten Zeitpunkt zerstört. Seine Überreste wurden 1957 entdeckt und archäologisch untersucht. Es handelt sich um das südlichste bekannte Großsteingrab der Niederlande. Das Grab trägt die van-Giffen-Nummer O2.

## Lage
Das Grab befand sich nordöstlich von Mander nahe der Grenze zu Deutschland auf einem Feld. Sein Standort ist über einen Feldweg erreichbar. Es handelte sich um die südlichste eindeutig als Großsteingrab identifizierte Anlage in den Niederlanden. Sie liegt im Osten der Provinz Overijssel in isolierter Position. Die nächstgelegenen Megalithbauten sind die etwa 30 km entfernte Lingen-Rheine-Gruppe im Emsland und die 35 km entfernte Drenthe-Gruppe im Norden.

## Forschungsgeschichte
Die Existenz der Anlage war bis in die Mitte des 20. Jahrhunderts unbekannt. Sie wurde 1957 entdeckt und kurz danach von Cornelus Coenraad Willem Jan Hijszeler archäologisch untersucht. Eine weitere Grabung fand 1995 unter Leitung von Arie D. Verlinde statt. Nach Abschluss dieser Grabung wurde die Hügelschüttung der Anlage rekonstruiert. Seit 2000 ist die Anlage ein Nationaldenkmal (Rijksmonument).

## Beschreibung
Bei der Anlage handelte es sich um ein annähernd ost-westlich orientiertes Ganggrab. Es besaß ursprünglich eine Hügelschüttung. Eine steinerne Umfassung konnte nicht festgestellt werden. Die Grabkammer hatte eine Länge von etwa 13 m und eine Breite von etwa 2 m. Sie besaß sieben Wandsteinpaare an den Langseiten und je einen Abschlussstein an den Schmalseiten. Wo genau sich der Zugang zur Kammer befunden hatte, ließ sich bei den Grabungen nicht mehr genau feststellen. Wahrscheinlich hat er an der Mitte der südlichen Langseite gelegen, entweder zwischen dem von Osten aus gesehen dritten und vierten oder zwischen dem vierten und fünften Wandstein. Standspuren von vorgelagerten Gangsteinen oder von einem Schwellenstein konnten nicht festgestellt werden. Allerdings dürften bei einem Grab dieser Größe ursprünglich Gangsteine vorhanden gewesen sein.
Südlich des vermuteten Zugangs zur Grabkammer wurden drei Gruben mit Trichterbecherkeramik gefunden. Südöstlich der Anlage wurde ein Gräberfeld mit sechs Flachgräbern der Trichterbecherkultur entdeckt.

## Funde
Die Grabkammer enthielt zahlreiche dekorierte Keramikscherben der Trichterbecherkultur, die sich zu etwa 300 Gefäßen rekonstruieren ließen. Die Keramik datiert in die Stufen 3–5 des von Anna Brindley aufgestellten typologischen Systems der Trichterbecher-Westgruppe. Dies entspricht dem Zeitraum 3300–3075 v. Chr. Die Keramik aus den Gruben vor dem Zugang zur Kammer datiert allerdings in die Stufe 2 (3470–3300 v. Chr.). Vermutlich fällt die Errichtung der Anlage in diesen Zeitraum, während die innerhalb der Kammer gefundene Keramik aus einer späteren Nutzungsphase stammt. Die Keramikfunde aus dem benachbarten Gräberfeld stammen aus einem vergleichsweise kurzen Zeitraum in der späten Stufe 4 und der frühen Stufe 5 (etwa zwischen 3250 und 3075 v. Chr.)